# Actinobacteriën
De actinobacteriën (Actinobacteria) vormen een stam van grampositieve, veelal symbiotische bacteriën met een aantal schimmel-achtige kenmerken. Het is een zeer divers fylum, waarvan de meeste vertegenwoordigers voorkomen in de bodem en het water. In bodems gedragen ze zich als schimmels en dragen ze bij aan de afbraak van afgestorven organisch materiaal. Actinobacteriën zijn hierdoor van essentieel belang voor de mondiale bodemecologie.
Soorten die in de bodem leven vormen vaak een filamenteus mycelium, waardoor deze bacteriën in het verleden vaak werden aangezien voor schimmels. Ze kregen daarbij de naam Actinomycetales en Actinomyces (het typegeslacht van het fylum). Bacteriën uit deze stam werden in het verleden ook wel aangeduid met de naam straalzwammen. Sommige actinobacteriën (zoals Frankia) leven in symbiose met de wortels van planten, waarbij ze stikstof voor de planten vastleggen in ruil voor een deel van de suikers van de plant. Andere soorten, zoals veel leden van het geslacht Mycobacterium, kunnen ernstige infecties veroorzaken.